# Епуас (сир)
Епуас (фр. Époisses) — французький м'який сир із коров'ячого молока.

## Історія
Епуас винайшли монахи-цистерціанці. В 1968 році була створена «Профспілка захисту епуаса». В 1991 році Епуас отримав споконвічну контрольовану назву (AOC).

## Виготовлення
Для приготування однієї голівки сиру потрібно два літра молока. У підігріте молоко додають трохи сичужної закваски, завдяки чому молоко скисає поступово. Через 16–24 годин утворюється кальє, яке розкладають у форми. Після того, як стече сироватка, сир дістають із форми, солять і розміщують на дерев'яних решітках для дозрівання. У перший тиждень два-три рази на день кірочку відмивають підсоленою водою. Після того, як скоринка придбає червонуватий відтінок, у воду додають бургундську горілку Marc de Bourgogne. Сир дозріває протягом 5–8 тижнів.

## Опис
Головки сиру мають форму диска і бувають двох видів: великі — діаметром 16,5–19 см, висотою 3–4,5 см і вагою 700–1100 г; малі — діаметром 9,5–11,5 см, висотою 3–4,5 см і вагою 250–350 г. Головка покрита гладенькою скоринкою, під якою знаходиться ніжна м'якоть світло-бежевого кольору з незвичайним запахом. У молодих сирів скоринка має колір слонової кістки, у старих — червоно-цегельний.
Епуас розрізають на чотири частини і їдять десертною ложкою. До сиру найкраще підходять легкі бургундські вина або трохи солодкуваті білі Chablis або Sauternes.